# Artère gastrique droite
L'artère gastrique droite (ou artère pylorique) est une artère systémique de l'abdomen.

## Origine
L'artère gastrique droite naît de l'artère hépatique propre qui provient de l'artère hépatique commune.

## Trajet
L'artère gastrique droite descend dans le petit omentum devant la veine porte, puis suit la petite courbure gastrique en suivant la jonction entre les faces antérieure et postérieure de l'estomac.

## Anastomoses
L"artère gastrique droite s'anastomose avec l'artère gastrique gauche formant l'arcade artérielle de la petite courbure gastrique.

## Zone de vascularisation
L"artère gastrique droite assure la vascularisation artérielle de l'estomac : l'antre pylorique et la petite courbure.